# 伊特林根
伊特林根是德国巴登-符腾堡州的一个市镇。总面积14.11平方公里，总人口2434人，其中男性1256人，女性1178人（2011年12月31日），人口密度173人/平方公里。